# Małorosja

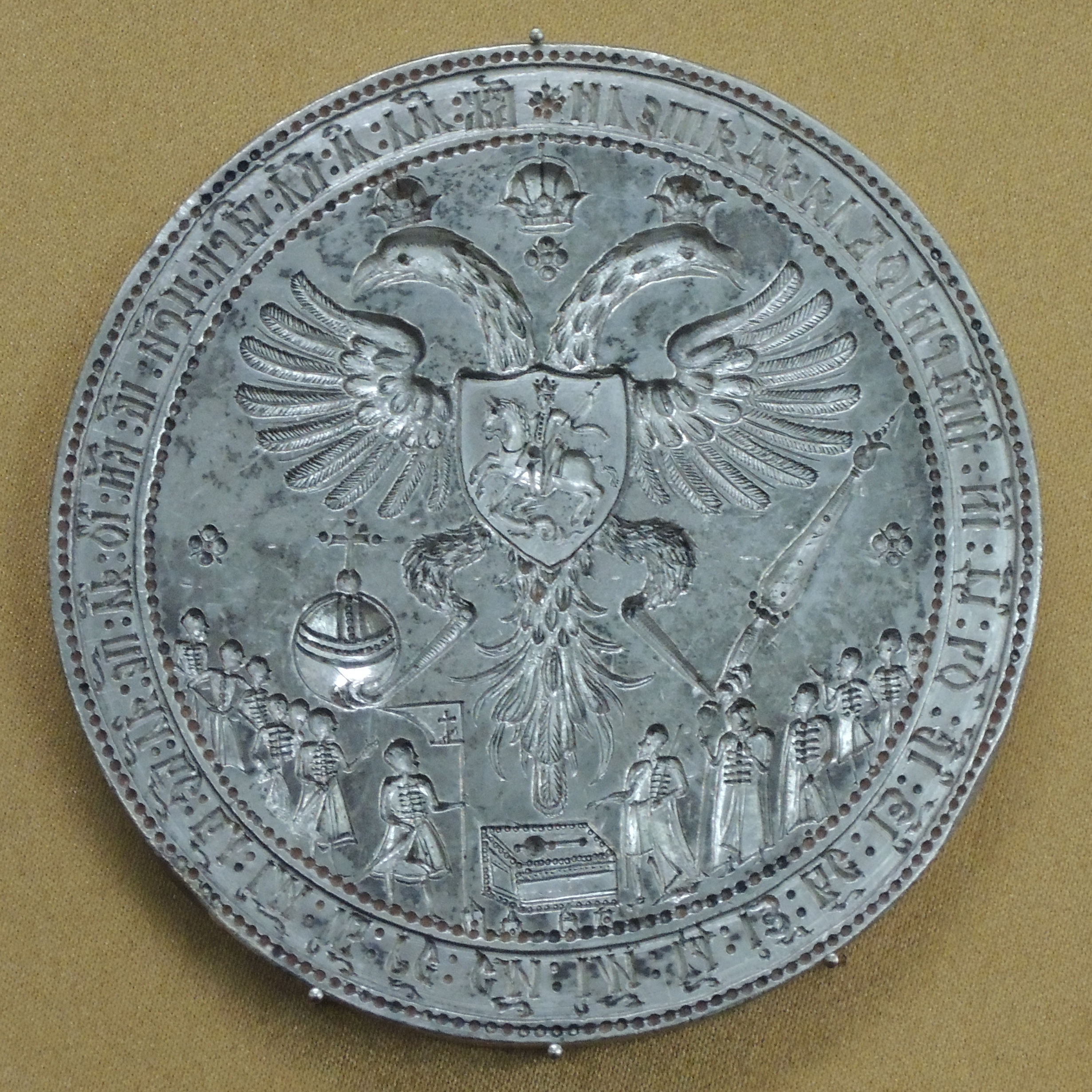
Srebrna pieczęć Prikazu Małorosyjskiego z 1696 r. Państwowe Muzeum Historyczne w Moskwie

Małorosja, Małoruś (również Ruś Mała, Mała Rosja) – obszar historyczny; termin utrwalony w XIV wieku w nomenklaturze państwowej i cerkiewnej dla nazwania południowo-zachodnich ziem Rusi, w przeciwieństwie do Wielkorusi, czyli północno-wschodnich ziem ruskich. Nazwa wprowadzona pierwotnie dla oznaczenia księstwa halicko-wołyńskiego i prawosławnej Metropolii Małoruskiej, następnie ruskich ziem Królestwa Polskiego i południowych ziem Wielkiego Księstwa Litewskiego. Po ugodzie perejasławskiej (1654) i rozejmie andruszowskim (1667) oficjalna nazwa podległego Rosji Hetmanatu lewobrzeżnego (przekształconego następnie w gubernię małorosyjską), po II rozbiorze Polski (1793) również guberni podolskiej, wołyńskiej i kijowskiej, a po 1832 całego Kraju Południowo-Zachodniego (generał-gubernatorstwa kijowskiego) Imperium Rosyjskiego. Nazwa przestała być używana oficjalnie w Rosji po rewolucji lutowej i obaleniu caratu. Dowódcy Białych (jak Anton Denikin) stosowali ją do końca wojny domowej w Rosji (1920).
Nazwy „Mała Ruś” i „Małorusini” były nazwami własnymi, stosowanymi pierwotnie przez Ukraińców, m.in. przez kniaziów i metropolitów halickich i wołyńskich, hetmana Bohdana Chmielnickiego, atamana Iwana Sirkę, historyka Mykołę Kostomarowa i poetę Tarasa Szewczenkę. Nazwa „Małorosja” była również potocznie używana do początku XX wieku w Rosji i innych krajach w celu określenia ziem ukraińskich, a samych Ukraińców ówcześnie określano jako Małorosjan, Małorusinów, lub pokrótce jako Rusinów.
Pojęcie „Małorosji” zaczęło być w XIX wieku kojarzone z koncepcją jedności ziem ruskich, caratem, nacjonalizmem rosyjskim i hasłem trójjedynego narodu rosyjskiego: Rosjanie, Białorusini, Ukraińcy. W Galicji Wschodniej w XIX i na początku XX wieku koncepcję tę popierali m.in. tzw. moskalofile, inaczej starorusini, a w samej Małorosji przeciwnicy idei odrębnego narodu ukraińskiego, zwolennicy caratu i panslawiści.
Do lat 20. XX wieku Rosjanami w państwie rosyjskim nazywano potocznie również Ukraińców (Małorusinów) i Białorusinów, następnie tylko Wielkorusinów.

## Etymologia i znaczenie

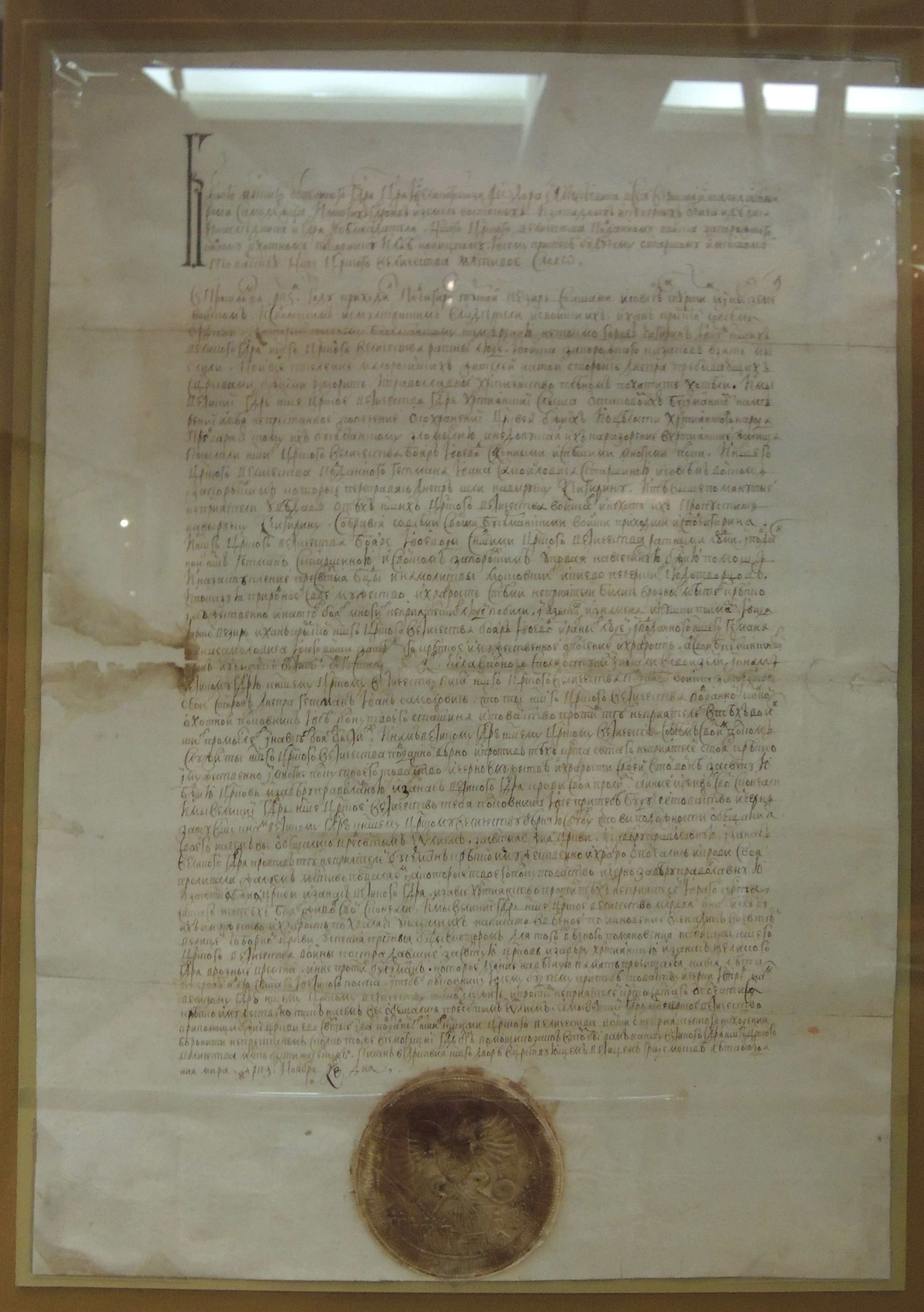
List cara Fiodora III do wojska zaporoskiego z 1679 roku. Widoczna pieczęć małorosyjska.

Najstarszym zachowanym dokumentem, w którym pojawia się nazwa „Małoruś” jest list łaciński księcia halicko-wołyńskiego Bolesława Jerzego II z 1335 roku, gdzie władca posłużył się tytułem „dux totius Rusiæ Minoris” (pol. Książę całej Rusi Małej). Nazwa następnie pojawia się w szeregu łacińskich dokumentów jako Russia minor lub Ruthenia minor. Przypuszczalnie termin „Małorosja” jest jednak słowiańską kalką z języka średniogreckiego. Bizantyjczycy używali terminów Μεγάλη Ῥωσσία (Megálē Rhōssía) – „Wielka Rosja” w celu określenia Rusi północno-wschodniej i Μικρὰ Ῥωσσία (Mikrà Rhōssía) – „Mała Rosja” w celu nazwania zachodniej Rusi. W terminologii rosyjskiej występuje pod postaciami: Малая Русь (Malaja Rus), Малая Россия (Malaja Rossija) i Малороссия (Malorossija).
Nazwy zostały utrwalone przez patriarchę Konstantynopola Kaliksta I, który w 1361 roku dokonał podziału ruskiej Cerkwi prawosławnej na Metropolię Wielkoruską z siedzibami we Włodzimierzu i Kijowie oraz Metropolię Małoruską z siedzibami w Haliczu oraz Nowogródku. Termin Małoruś oznaczał mniejszą oraz młodszą część kraju i metropolii ruskiej, w przeciwieństwie do większej Wielkorusi, gdzie znajdowała się kolebka państwowości ruskiej (grody: Kijów, Nowogród Wielki, Włodzimierz, Moskwa). Podobny podział zastosowano dla rozróżnienia ziem polskich (Małopolska i Wielkopolska) oraz starożytnych ziem greckich. W okresie późniejszym termin zaczął oznaczać nie tylko ziemie halicką i wołyńską, ale w ogóle wszystkie zachodnie ziemie ruskie wchodzące w skład Wielkiego Księstwa Litewskiego, a po unii lubelskiej Rzeczypospolitej Obojga Narodów (terytorium dzisiejszej Białorusi, zachodniej i środkowej Ukrainy).

## Historia użycia nazwy

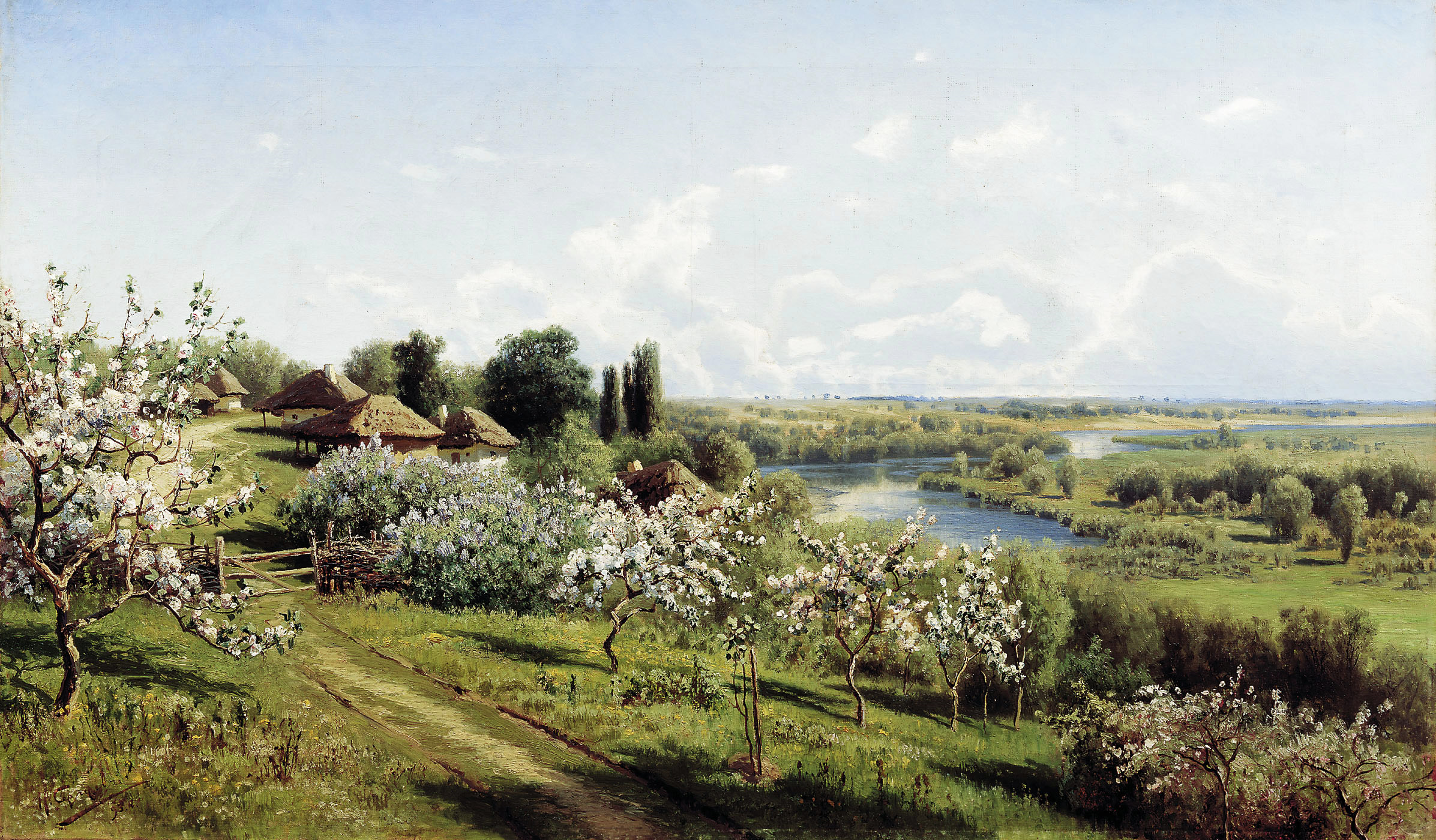
Kwitnące jabłonie w Małorosji, obraz Nikołaja Siergiejewa z 1895 r. Tomskie Obwodowe Muzeum Sztuk Pięknych

### Księstwo halicko-wołyńskie i Metropolia Małoruska
Po raz pierwszy termin „Mała Ruś” został zastosowany przez księcia halicko-wołyńskiego Bolesława Jerzego II dla nazwania swojego państwa. Użyty przez niego tytuł w liście po łacinie do wielkiego mistrza krzyżackiego Dietricha von Altenburga z 1335 roku brzmiał «dux totius Rusiæ Minoris». List jest najstarszym znanym dokumentem, w którym występuje nazwa „Mała Ruś”, choć sam termin jest zapewne starszy. Nazwa zostaje utrwalona przez patriarchę Konstantynopola Kaliksta I, który w 1361 roku dokonał podziału ruskiej Cerkwi prawosławnej na Metropolię Wielkoruską z siedzibami we Włodzimierzu i Kijowie oraz Metropolię Małoruską z siedzibami w Haliczu oraz Nowogródku. Nazwa „Małorosja” była używana na przestrzeni wieków w oficjalnej nomenklaturze państwowej i cerkiewnej: Królestwa Polskiego, Wielkiego Księstwa Litewskiego, Carstwa Rosyjskiego i Cerkwi prawosławnej. Po wcieleniu zachodnich ziem ruskich w skład Polski, król polski Kazimierz III Wielki, używał m.in. tytułu „króla Polski i Małej Rusi”. Po ostatecznej likwidacji księstwa halicko-wołyńskiego (1392) i podziale jego terytoriów między Polskę i Litwę, nazwa „Małoruś” przestaje występować w dokumentach państwowych i kościelnych, ewentualnie dokumenty takie nie zostały zachowane.

### Polskie i litewskie ziemie ruskie
Nazwa „Małoruś” pojawia się ponownie na przełomie XVI i XVII wieku w związku z zawarciem unii brzeskiej (1596) i jest charakterystyczna dla kręgów prawosławnych i obozu antyunickiego. Pojawia się m.in. w pismach polemicznych Iwana Wyszeńskiego, Hioba Boreckiego, Izajasza Kopińskiego, Zachariasza Kopysteńskiego, korespondencji bractwa lwowskiego i dokumentach wojska zaporoskiego. Znaczenie użytych w tekstach nazw zazwyczaj nie jest przez autorów tłumaczone, co pozwala przypuszczać, że były one wówczas stosowane w języku potocznym ruskiej ludności prawosławnej. W okresie tym nazwa pojawia się również w relacjach urzędowych pomiędzy prawosławnymi metropoliami ruskimi (kijowską i moskiewską) oraz greckimi. Nazwa „Małoruś” zasadniczo nie występuje w nomenklaturze unickiej, rzymskokatolickiej i polskim nazewnictwie urzędowym w okresie od XV do końca XVIII wieku.

### Wojsko Zaporoskie i rosyjski region administracyjny
Po zawarciu ugody perejasławskiej w 1654 roku nazwa „Małoruś” została wprowadzona w administracji rosyjskiej, a car zmienił swój tytuł na władcę Wszystkiej Wielkiej i Małej Rusi. Tytuł ten był nieuznawany do 1764 przez Rzeczpospolitą, jako stanowiący wyraz pretensji terytorialnych Moskwy do ziem ruskich w granicach państwa polsko-litewskiego. Nazwa Małoruś oznaczała obszary województw Korony: czernihowskiego, kijowskiego i bracławskiego (od ugody zborowskiej 1649 uznawanych za terytorium kozackiego Hetmanatu), ziem należących dawniej do Rusi Kijowskiej, które carowie zamierzali zjednoczyć pod swoim berłem. Pojęcie Małorusi było używane dla odróżnienia zajętych po 1654 obszarów od Wielkorusi, czyli starych ziem Carstwa Rosyjskiego. Po nieudanej probie utworzenia Księstwa Ruskiego jako trzeciego członu Rzeczypospolitej (Unia Hadziacka (1658)) i kilkuletniej wojnie polsko-kozacko-rosyjskiej nastąpił podział terytorium Hetmanatu pomiędzy Rzecząpospolitą a Rosją wzdłuż linii Dniepru. Podporządkowanie Ukrainy Lewobrzeżnej Rosji zostało wstępnie uznane przez rozejm andruszowski (1667) między Carstwem Rosyjskim a Rzecząpospolitą, a definitywnie przez traktat pokojowy Grzymułtowskiego (1686), w którym Rzeczpospolita zrzekła się ziem województwa czernihowskiego i wschodniej części województwa kijowskiego (z Kijowem) na rzecz Carstwa Rosyjskiego.
Na przejętych przez Rosję obszarach funkcjonowała do roku 1764 autonomia kozacka (Hetmanat), która w oficjalnych rosyjskich i kozackich dokumentach nazywana była Małorosją lub Wojskiem Zaporoskim, a miejscowi Kozacy sami nazywali siebie Małorusinami. W 1662 roku ustanowiono w Moskwie Prikaz Małoruski, a w 1722 roku utworzono Kolegium Małorosyjskie w celu kontroli działań kozackiego hetmana i Starszyzny Generalnej. Pojęcie Małorusi, później Małorosji, w sensie administracyjnym obejmowało w latach 1654–1764 autonomię kozacką, a następnie ziemie guberni małorosyjskiej, podzielonej w 1781 r. na trzy namiestnictwa: czernihowskie, nowogrodzko-siewierskie i kijowskie. W wyniku II rozbioru Polski (1793) Imperium Rosyjskie anektowało zachodnią część województwa kijowskiego i województwo bracławskie. W 1796 roku utworzono ponownie gubernię małorosyjską, z siedzibą władz w Czernihowie. W sensie szerokim pojęcie Małorosji obejmowało także Kraj Południowo-Zachodni (gubernie kijowską, podolską i wołyńską).

### Ideologizacja i upolitycznienie terminu w XIX w.

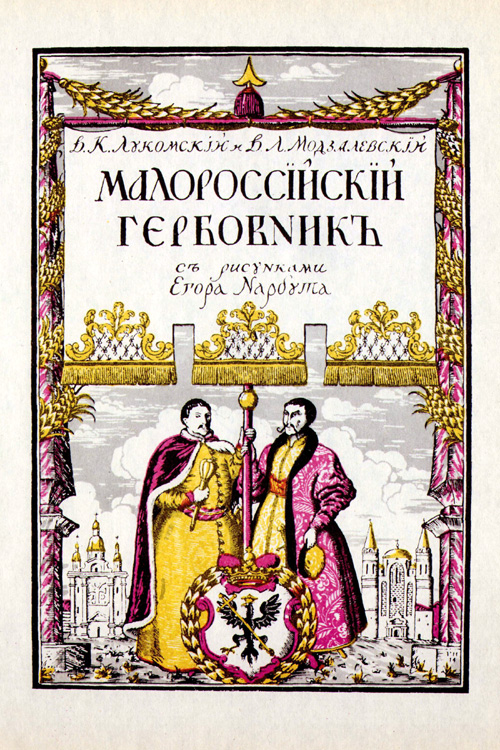
Herbarz Małorosyjski z 1914 roku. Wydanie Dworianstwa Czernihowskiego

Termin „Małorosja” w XIX wieku nabrał nowego znaczenia wobec kształtowania się tożsamości narodu ukraińskiego i zaczął być kojarzony z koncepcją jedności ziem ruskich oraz ideą trójjedynego narodu rosyjskiego (Rosjanie, Białorusini, Ukraińcy), która była głoszona w Rosji tradycyjnie przez monarchistów oraz uformowany w II połowie XIX wieku obóz nacjonalistów rosyjskich. Koncepcja ta była rozwijana od początku XIX wieku również w Galicji Wschodniej przez tzw. moskalofili, inaczej starorusinów[12], a w samej Małorosji zyskała poparcie wśród przeciwników idei odrębnego narodu ukraińskiego, zwolenników caratu i panslawistów.
Formowanie się ukraińskiego ruchu narodowego i powstanie styczniowe na przedrozbiorowych ziemiach Rzeczypospolitej skłoniło carat w 1863 r. do wydania cyrkularza wałujewskiego, ograniczającego wydawanie literatury ukraińskiej do niskonakładowych publikacji ściśle literackich. W 1876 Aleksander II wydał ukaz emski, zakazujący publikacji w języku ukraińskim, stosowania nazwy „Ukraina” oraz wprowadzający w szkołach obowiązek nauki w języku rosyjskim. Nazwa „Małorosja” stała się od tej pory jedyną obowiązującą nazwą ziem południowo-zachodnich Imperium Rosyjskiego i z tego powodu może wzbudzać negatywne konotacje na współczesnej Ukrainie. Polski slawista Aleksander Brückner tak wyjaśnił (1903) stosowanie przez siebie terminów „małoruski” i „Małorusini”: Użyłem terminu „małoruski”, ponieważ jest to jedyny termin historyczny, znany, uświęcony przez wieki i historię, a którego dziś Rusini zupełnie się wyzbyli. Rusini-haliczanie, nie wiem, jakim cudem, przestroili się w „Ukraińców”. Tak samo, z tym samym prawem fantastycznym, mogłaby się nasza Ruś halicka nazywać kijowską, wołyńską, poleską, podolską, kozacką, hajdamacką itd.: wszystkich tych terminów nie zna żadna historia – ale raczej onych by używać można, niż owego świeżuteńkiego, najmniej historycznego a najwięcej dowolnego: ukraiński. Tego terminu więc, „ukraiński”, używać nie mogę; jedynym bowiem terminem właściwym, bo umiejętnym zarówno, jak i historycznym, jest (od XIV wieku i od Bohdana Chmielnickiego samego) termin „małoruski”, obok którego dla krótkości i „ruski” (...) W XVI i XVII wieku piszą Małorusini we Lwowie (...) książki po rusku, to znaczy cyrylicą, ruską ortografią, o ruskich brzmieniach i formach.
Nazwy „Małorosja” i „Wielkorosja” przestały być oficjalnie używane w latach 1917–1921 na skutek upadku caratu i klęski Białych w wojnie domowej. W marcu 1917 roku powołano Ukraińską Centralną Radę, autonomiczny organ ukraiński w ramach państwa rosyjskiego, któremu Rząd Tymczasowy Rosji przekazał władzę w guberniach dotychczasowej Małorosji. Po przewrocie bolszewickim w Piotrogrodzie Centralna Rada proklamowała Ukraińską Republikę Ludową w federacji z Rosją, a po likwidacji Konstytuanty przez bolszewików w styczniu 1918 roku Rada ogłosiła niepodległość Ukrainy. Nazwa „Małorosja” była następnie konsekwentnie zwalczana w ZSRR i Ukraińskiej SRR.

## Zakres terytorialny Małorusi-Małorosji
|                     |                     |                     |                     |                       |
| Małoruś w XIV wieku | Małoruś w 1600 roku | Małoruś w 1654 roku | Małoruś w 1667 roku | Małorosja w XIX wieku |